# Acrochaetiaceae
Acrochaetiaceae Fritsch ex W.R. Taylor, 1957 é nome botânico de uma família de algas vermelhas pluricelulares da ordem Acrochaetiales.

## Gêneros
- Gêneros: Acrochaetium, Audouinella, Grania, Rhodochorton, Schmitziella